# Park Hill (Oklahoma)
Park Hill é uma Região censo-designada localizada no estado norte-americano de Oklahoma, no Condado de Cherokee.

## Demografia
Segundo o censo norte-americano de 2000, a sua população era de 3936 habitantes.

## Geografia
De acordo com o United States Census Bureau tem uma área de
90,4 km², dos quais 89,5 km² cobertos por terra e 0,9 km² cobertos por água. Park Hill localiza-se a aproximadamente 224 m acima do nível do mar.

## Localidades na vizinhança
O diagrama seguinte representa as localidades num raio de 12 km ao redor de Park Hill.